# 24 octobre 1996
Le jeudi 24 octobre 1996 est le 298e jour de l'année 1996.

## Naissances
- Aminatou Seyni, athlète nigérienne
- Dmitry Popko, joueur de tennis kazakh
- Jaylen Brown, joueur américain de basket-ball
- Kyla Ross, gymnaste américaine
- Loïc Chapelier, joueur professionnel français de hockey sur glace
- Océane Dodin, joueuse de tennis française
- Rafael Devers, joueur de baseball dominicain
- Tamino, chanteur belgo-égyptien
- Zoe Hives, joueuse de tennis australienne

## Décès
- Artur Axmann (né le 18 février 1913), militaire allemand
- Gladwyn Jebb (né le 25 avril 1900), secrétaire général des Nations unies
- Hyman Minsky (né le 23 septembre 1919), économiste américain
- Paul Malaguti (né le 20 avril 1927), homme politique français
- Pierre Caille (né le 11 janvier 1911), artiste belge
- Romica Puceanu (née le 19 janvier 1927), chanteuse roumaine

## Événements
- Début de la première guerre du Congo
- Sortie du film américain Barb Wire
- Sortie du film franco-germano-tchèque Lea
- Sortie du film américain Nos funérailles
- Sortie du film franco-britannique The Pillow Book
- Sortie de l'album Wicked! du groupe allemand Scooter